# Kumail Nanjiani
Kumail Nanjiani, né le 21 février 1978 à Karachi au Pakistan, est un acteur et humoriste pakistanais naturalisé américain. Il a également prêté sa voix au personnage de Prismo dans la série animée Adventure Time et a joué dans la série TNT Franklin & Bash ainsi que Adult Swim Newsreaders. Il a également coanimé l'émission Comedy Central The Meltdown avec Jonah et Kumail, et a tenu divers rôles dans la série comique Portlandia. Il a également tenu le rôle de Kingo dans le film de super-héros des studios Marvel Eternals (2021), qui se déroule dans l'univers cinématographique Marvel (MCU), a tenu le rôle de l'escroc de rue Haja Estree dans la mini-série Disney+ Obi-Wan Kenobi et a joué le célèbre scientifique Vik. dans la série télévisée The Boys Presents : Diabolical and The Boys. En 2022, il a tenu le rôle principal de la mini-série Hulu Welcome to Chippendales. En 2023, il a été nommé pour un Primetime Emmy Award dans la catégorie Acteur principal exceptionnel dans une série limitée ou d'anthologie ou dans la catégorie Film pour son travail dans Welcome to Chippendales.

## Biographie

### Enfance
Nanjiani a grandi à Karachi, le premier des deux fils d'un couple musulman sindhi Shabana et Aijaz Nanjiani. La présentatrice radio de la BBC, Shereen Nanjiani, est sa cousine. Au cours de son enfance, il a vécu à Karachi et a fréquenté l'école du couvent St. Michael pour ses O-Levels et est diplômé de la Karachi Grammar School pour terminer ses A-Levels, où il était le camarade de classe de Sharmeen Obaid Chinoy. À 18 ans, il s'installe aux États-Unis et s'inscrit au Grinnell College de Grinnell, Iowa, où il obtient son diplôme en 2001 avec une double spécialisation en informatique et en philosophie. Il a ensuite déménagé à Chicago et a commencé à faire du stand-up lors d'événements à micro ouvert.

### Formation
L'année de ses 18 ans, il déménage afin d'étudier au Grinnell College (en) (Iowa).
Il raconte que pour le préparer à sa future vie aux États-Unis, ses parents lui montrèrent le film Le Silence des agneaux

## Carrière
En 2007, Nanjiani a écrit et mis en scène un one-man show autobiographique original à Chicago, New York et Los Angeles.[10] Après avoir déménagé à New York, il a continué à faire du stand-up et a fait des apparitions occasionnelles dans des émissions telles que Michael & Michael Have Issues et The Colbert Report. En 2009, il s'est produit au festival d'humour Juste pour rire. En 2011, Nanjiani et Ali Baker, membre du personnel de X-Play, ont commencé à animer un podcast sur le thème du jeu vidéo, intitulé The Indoor Kids. Fin août de la même année, Baker a quitté la série et Nanjiani a commencé à animer avec sa femme, Emily V. Gordon. Jusqu'à ce que d'autres engagements prennent le relais, il est apparu régulièrement sur le podcast Harmontown de Dan Harmon, où il a joué à Dungeons & Dragons avec Harmon en tant que personnage nommé Chris de Burgh. Il a joué un livreur dans le film de 2013 Les Rois de l'Été. En plus de jouer dans des émissions comiques comme Portlandia, Nanjiani a eu un rôle de soutien dans la série TNT Franklin & Bash. Il a tenu le rôle de Pindar Singh, un nerd de fiction agoraphobe travaillant pour les personnages principaux.
Nanjiani a joué dans Veep de HBO en tant que statisticien. Il a eu les rôles récurrents d'Amir Larussa sur Newsreaders et de Prismo sur Adventure Time. Son spécial Beta Male de Comedy Central a été diffusé en juillet 2013. Fin juin 2013, Comedy Central a annoncé la reprise de The Meltdown avec Jonah et Kumail, animé par Jonah Ray et Nanjiani. L'émission, mettant en vedette des habitués de la comédie Nerd Melt et divers comédiens, a commencé à être diffusée en juillet 2014. En avril 2014, il a commencé à jouer le personnage de Dinesh dans la sitcom HBO Silicon Valley. Il a exprimé Reggie dans le jeu vidéo The Walking Dead : Saison Deux. En juillet 2014, Nanjiani a animé un podcast hebdomadaire intitulé The X-Files Files, dédié aux discussions et aux réminiscences sur les X-Files. Chaque épisode présente Nanjiani et un invité, dont d'anciens scénaristes, producteurs, acteurs et réalisateurs de X-Files, dans des plaisanteries légères sur un ou deux épisodes de la série. Le 30 juillet 2014, Nanjiani est apparu sur le podcast TV Guidance Counselor de Ken Reid.
En 2015, Nanjiani a joué dans l'épisode de Broad City "In Heat". À partir du 22 mars 2015, il a fourni sa voix pour le personnage de Mshak Moradi dans le drame audio Hunt the Truth, qui fait partie de la campagne marketing de Halo 5 : Guardians. Le 5 mai 2015, il est apparu dans l'épisode Inside Amy Schumer "12 Angry Men Inside Amy Schumer", une parodie de 12 Angry Men, en tant que l'un des jurés. En juillet 2015, Nanjiani a fourni des voix invitées sur Aqua Teen Hunger Force et Penn Zero : Part-Time Hero.
En 2017, Nanjiani a joué dans la comédie romantique The Big Sick, qu'il a écrit avec Gordon.[26] Le film parle de leur relation, avec Nanjiani jouant lui-même et Zoe Kazan jouant Gordon (renommée Emily Gardner). Le film a été l'un des plus acclamés de 2017 et a été choisi par l'American Film Institute comme l'un des 10 meilleurs films de l'année et nommé pour l'Oscar du meilleur scénario original. Le film était également le troisième film indépendant le plus rentable sorti en 2017, avec plus de 40 millions de dollars.
En 2018, il a été invité à la branche acteurs et écrivains de l'Académie des arts et des sciences du cinéma.
En 2019, Nanjiani a fait la une du premier épisode de la reprise CBS All Access de la série d'anthologie The Twilight Zone. Pour son rôle dans The Twilight Zone, Nanjiani a reçu une nomination pour le Primetime Emmy Award du meilleur acteur invité dans une série dramatique. Au cinéma, Nanjiani a exprimé l'extraterrestre Pawny dans Men in Black International, sorti le 14 juin. Nanjiani a déclaré : « Je joue un extraterrestre donc vous ne verrez pas mon visage mais vous entendrez ma voix, je suis un petit truc extraterrestre grenouille/lézard.... » Nanjiani joue également dans le film de comédie d'action. Stuber, sorti le 12 juillet. En 2020, Nanjiani a prêté sa voix à Plimpton, une autruche, dans la comédie d'aventure Dolittle. Il a également écrit et produit la série d'anthologies Apple TV+ Little America, créée en janvier 2020. La série est basée sur la collection d'histoires du même nom d'Epic Magazine qui se concentre sur les histoires d'immigrants. Pour promouvoir la série, Nanjiani est apparue à l'événement Apple du 25 mars 2019. Nanjiani a joué avec Issa Rae dans le film de comédie-chasse The Lovebirds, réalisé par Michael Showalter, produit par Paramount Pictures et sorti sur Netflix en mai 2020.
En mars 2020, pendant la pandémie de COVID-19, Nanjiani et son épouse Emily Gordon ont lancé un podcast, Staying In with Emily and Kumail. La série raconte leurs expériences en tant que couple contraint de vivre isolé pendant la pandémie mondiale. Le podcast a été largement salué dans les médias, comme un répit bienvenu dans une période de forte anxiété. GQ l'a décrit comme « toujours attachant, réellement utile et souvent hilarant ». Le magazine New York raconte : "Tous les conseils sont partagés via des plaisanteries mignonnes et charmantes."
Il a joué dans le film Eternals de Marvel Cinematic Universe, dans le rôle de Kingo, sorti le 5 novembre 2021. Nanjiani a reçu une large attention et est devenu viral après avoir partagé des photos de sa transformation corporelle pour le tournage d'Eternals en 2019. S'adressant à GQ, il a noté à quel point il est depuis devenu moins à l'aise pour parler de son corps en raison de l'intense attention qu'il reçoit en ligne. En mars 2021, Nanjiani a été annoncé comme acteur d'une prochaine série Obi-Wan Kenobi pour Disney+. En février 2020, Nanjiani a signé pour jouer dans The Independent, un thriller politique réalisé par Amy Rice, bien qu'il ait finalement abandonné le rôle. 
En 2022, Nanjiani a joué dans la mini-série Hulu Welcome to Chippendales dans le rôle principal de Somen Banerjee, fondateur de la troupe de danse Chippendales.
Le 24 mars 2023, il a été confirmé que Nanjiani avait rejoint le casting de Ghostbusters : Frozen Empire.
Le 12 Décembre 2024, il a été dévoilé à la cérémonie des Game Awards en tant que protagoniste dans le nouveau jeu en développement de Naughty Dogs : Intergalactic: The Heretic Prophet.

## Vie privée
En 2007, Nanjiani a épousé l'auteure, productrice et ancienne thérapeute conjugale et familiale Emily V. Gordon à l'hôtel de ville de Chicago. Elle a été la productrice de The Meltdown avec Jonah et Kumail (2014-2016).
Bien qu'il ait été un fervent musulman pendant la majeure partie de sa vie, Nanjiani s'identifie désormais comme athée. Il est un passionné de jeux vidéo.

## Filmographie
(septembre 2017).
Le contenu est difficilement compréhensible vu les erreurs de traduction, qui sont peut-être dues à l'utilisation d'un logiciel de traduction automatique.

### Cinéma
- 2010 : Life as We Know It : Simon
- 2012 : The Five-Year Engagement : Pakistani Chef
- 2013 : The Kings of Summer : Gary le livreur
- 2013 : Hell Baby : Cable Guy
- 2013 : Bad Milo : Bobbi
- 2014 : The Last of the Great Romantics : George le type du comptoir
- 2014 : Sex Tape : Punit
- 2015 : Loaded : Reza
- 2015 : Le Spa à remonter dans le temps 2 : Brad
- 2015 : Addicted to Fresno : Damon
- 2015 : Hello, My Name Is Doris : Nasir
- 2015 : Hell and Back : Dave la voix du démon
- 2015 : Goosebumps : Foreman
- 2016 : Central Intelligence : agent de sécurité à l'aéroport
- 2016 : Mike and Dave Need Wedding Dates : Keanu
- 2016 : Brother Nature : Riggleman
- 2016 : Flock of Dudes : Ro
- 2016 : The Late Bloomer : Rich
- 2016 : Agents presque secrets : Jared le garde de sécurité
- 2017 : The Big Sick : Kumail Nanjiani (également scénariste)
- 2017 : Combat de profs : Officier Mehar
- 2017 : Lego Ninjago, le film : Jay (voix)
- 2017 : Killing Gunther
- 2017 : Funny: The Documentary : lui-même
- 2018 : Duck Butter : Jake
- 2019 : Le Voyage du Docteur Dolittle (Dolittle)  : Plimpton, une autruche (voix)
- 2019 : Men in Black International de F. Gary Gray
- 2019 : Stuber de Michael Dowse : Stu
- 2020 : Les Tourtereaux (The Lovebirds) de Michael Showalter
- 2020 : Mort à 2020 (Death to 2020) d'Al Campbell et Alice Mathias : Bark Multiverse
- 2021 : Les Éternels (Eternals) de Chloé Zhao : Kingo
- 2024 : SOS Fantômes : La Menace de Glace (Ghostbusters: Frozen Empire) de Gil Kenan
- 2025 : Ella McCay de James L. Brooks
- 2025 : Driver's Ed de Bobby Farrelly

### Séries télévisées
- 2008 : Saturday Night Live : Indian Reporter
- 2009 : The Colbert Report : Omar / Homer / Secret Prisoner
- 2009 : Michael & Michael Have Issues. : Kumail
- 2010 : Ugly Americans : Neilando Patel (voix)
- 2011 : Traffic Light : Paul
- 2011 : CollegeHumor Originals : Vendeur
- 2011 : Googy : Dwane / Dwayne
- 2011–2014 : Franklin & Bash : Pindar Singh
- 2011–2017 : Portlandia : Various
- 2012–2016 : Adventure Time : Prismo (voix)
- 2013–2015 : Newsreaders : Amir Larussa
- 2013 : Burning Love : Zakir
- 2013 : Veep : Statisticien
- 2013 : Drunk History : Lakota Chief
- 2013 : Ghost Ghirls : Mr. Mattoo
- 2014–2019 : Silicon Valley : Dinesh Chugtai
- 2014 : Math Bites : Showoff Guyr Head"
- 2014 : The Pete Holmes Show : Dhalsim
- 2014–2016 : The Meltdown with Jonah and Kumail : Himself (hôte)
- 2014 : TripTank : Dick Genie (voix)
- 2014 : Garfunkel and Oates : Jordan
- 2014 : Key & Peele  : College Kid #1
- 2014–2015 : Bob's Burgers : Skip (voix)
- 2014–2015 : Community : Custodian Lapari
- 2015 : Broad City : Benny Calitri
- 2015 : Archer : Farooq Ashkani (voix)
- 2015 : Inside Amy Schumer : Juror #11
- 2015 : Scheer-RL : Mariah Carey
- 2015 : Penn Zero: Part-Time Hero : Cuteling Mayor (voix)
- 2015 : Aqua Teen Hunger Force : Frylock's bees (voix)
- 2015 : The Grinder : Prosecutor Leonard
- 2016 : The X-Files : Pashat the Were-Monster"
- 2016 : Animals. : Rusty (voix)
- 2016 : 31st Independent Spirit Awards : Lui-même (hôte)
- 2016 : HarmonQuest : Eddie Lizard
- 2016 : The Twilight Zone : Samir Kassan
- 2022 : Obi-Wan Kenobi : Haja Estree
- 2022 : Welcome to Chippendales : Somen Banerjee
- 2024 : Only Murders in the Building : Rudy

### Jeux vidéo
- 2013 : The Walking Dead: Season Two : Reggie
- 2015 : Fight Haver (Fast Drive) : Fight Haver
- 2017 : Mass Effect: Andromeda : Jarun Tann
- 2017 : La Terre du Milieu : L'Ombre de la guerre (Middle-Earth: Shadow of War) : The Agonizer
- à venir : Intergalactic: The Heretic Prophet[2]

### Vidéos virales
- 2013 : Harmontown : lui-même
- 2017 : Game Grumps
- 2017 : Movie Fights

## Voix françaises
Au Québec
- Nicolas Bacon dans :
  - Lego Ninjago, le film (voix)
  - Hommes en noir : International
- Adrien Bletton dans Combat de profs
- Philippe Martin dans Stuber
- Christian Perrault dans Le Voyage du Docteur Dolittle (voix)